# Daniele Paris
Daniele Paris (* 18. November 1921 in Frosinone; † 16. August 1989 in Alatri) war ein italienischer Dirigent und Komponist.

## Leben
Paris studierte am Conservatorio di Santa Cecilia Klavier, Orgel bei Ferdinando Germani, Komposition bei Goffredo Petrassi und Orchesterleitung bei Paul van Kempen. In den 1960er Jahren profilierte er sich als einer der wichtigen Dirigenten der neuen Musik. Er war Gründungsmitglied der Gruppe Nuova Consonanza und künstlerischer Leiter der Settimane Internazionali di Nuova Musica, trat beim Internationalen Festival für zeitgenössische Musik der Biennale von Venedig auf und leitete Erstaufführungen von Kompositionen Karlheinz Stockhausens, Luigi Nonos, Franco Donatonis, Aldo Clementis, Sylvano Bussottis, Domenico Guacceros, Luciano Berios, Egisto Macchis und John Cages.
1969 gründete Paris die Associazione musicale operaia frusinate (AMOF), die Arbeitern und Studenten den Zugang zu klassischer Musik und Oper ermöglichten. Er gehörte zu den Förderern der Musikschule Licino Refice in seiner Heimatstadt Frosinone; die Musikschule entwickelte sich später zu einem Konservatorium. An der Musikschule gab es Kurse für Saxophon und Schlagzeug. Paris’ Freund Ennio Morricone unterrichtete Komposition und Gerardo Jacoucci Jazzmusik.
Paris komponierte Soundtracks für Filme, Dokumentationen und Fernsehdramen.

## Filmmusiken
- 1954: K (Metamorphosis) (Regie: Lorenza Mazzetti)
- 1957: Every Day Except Christmas (Jeden Tag außer Weihnachten, Regie: Lindsay Anderson)
- 1959: I cattivi vanno in paradiso (Regie: Dionisio Horne und Lorenza Mazzetti)
- 1959: Nascita e morte nel meridione (Regie: Luigi Di Gianni)
- 1960: Frana in Lucania (Regie: Luigi Di Gianni)
- 1960: I fratelli Rosselli (Regie: Nelo Risi)
- 1961: Racconti dell’Italia di ieri (Fernsehserie, 1 Folge)
- 1962: La lunga strada del rirorno (Regie: Alessandro Blasetti)
- 1963–64: Storie del III Reich (Fernsehserie)
- 1964: L’età di Stalin (Fernsehserie)
- 1964: Vita di Dante (Miniserie)
- 1974: Der Nachtportier (Il portiere di notte)
- 1974: Milarepa (Regie: Liliana Canavi)
- 1977: Al di là del bene e del male (Jenseits von Gut und Böse, Regie: Liliana Cavani)